# Ingrid Andrén
Ingrid Maria Andrén (född Ekengren, i riksdagen kallad Andrén i Västerås), född 10 november 1902 i Stockholms-Näs församling, Stockholms län, död 4 mars 1981 i Danderyds församling, Stockholms län, var en svensk politiker (folkpartist). 
Ingrid Andrén utbildade sig till lanthushållslärarinna och blev husmor vid Sigtunaskolan 1927 och föreståndare för husmodersskolan i Bergatorp 1931. Hon var riksdagsledamot i andra kammaren 1953–1956 för Västmanlands läns valkrets och var i riksdagen bland annat suppleant i allmänna beredningsutskottet 1954–1956. I riksdagen engagerade hon sig bland annat i skolfrågor samt för kvinnors rätt att ha kyrkligt ämbete.
Hon var ordförande i Folkpartiets kvinnoförbund åren 1956–1962, och var även ledamot av landstingsfullmäktige i Stockholms läns landsting 1963–1971. Andrén är begravd på Hovdestalunds kyrkogård.